# The Bells
The Bells es el noveno álbum de Lou Reed, lanzado en 1979 por Arista Records.
Una vez más, Reed utilizó el sistema de grabación binaural, método que utiliza dos micrófonos, dispuestos con la intención de crear una sensación de sonido 3D.
El LP incluye nueve canciones, siendo una de ellas "Disco Mystic", una incursión del cantautor en terreno música disco y funk accesible.
En 1979 el periodista Lester Bangs, de la revista Rolling Stone, lo calificó como el mejor álbum de Reed hasta ese momento.

## Lista de canciones
1. "Stupid Man" - 2:33 (Reed, Nils Lofgren)
2. "Disco Mystic" - 4:30 (Reed, Ellard Boles, Marty Fogel, Michael Fonfara, Michael Suchorsky)
3. "I Want to Boogie With You" - 3:55 (Reed, Michael Fonfara)
4. "With You" - 2:21 (Reed, Nils Lofgren)
5. "Looking for Love" - 3:29 (Reed)
6. "City Lights" - 3:22 (Reed, Nils Lofgren)
7. "All Through the Night" - 5:00 (Reed, Don Cherry)
8. "Families" - 6:09 (Reed, Ellard Boles)
9. "The Bells" - 9:17 (Reed, Marty Fogel)